# Goyocephale
Goyocephale là một chi khủng long, được Perle Maryanska & Osmólska mô tả khoa học năm 1982.